# Montecalvo Irpino
Montecalvo Irpino község (comune) Olaszország Campania régiójában, Avellino megyében.

## Fekvése
Az Ufita folyó völgyében fekszik Avellino és Benevento megyék határán.

## Története
A település a római Forum Novum helyén alakult ki a 11. században. A 12. század óta hűbérbirtok. Várát a Portofranco, Mansella, Sabano, Sforza, Guevara és Caraffa nemesi családok birtokolták. Ma a Pignatelli család tulajdonában van. A 19. században nyerte el önállóságát, amikor a Nápolyi Királyságban felszámolták a feudalizmust. Közelében található a Bolle della Malvizza vulkáni tó, amelyet gyógyhatású iszapjáról híres. 

## Népessége
A népesség számának alakulása:

## Főbb látnivalói
- a 17. századi San Nicola-templom
- a Pignatelli vár
- a 13. századi San Martino-templom'
- a 15. századi Santa Marias Assunta in Cielo-templom
- a 12. századi Santa Caterina-templom
- számos nemesi palota (De Cillis, Caccese, Bozzuti, D’Orta, Panari, Peluso, Chiancone, Pizzillo, Striscia, Zupi, De Marco, Franco)